# Le Fou qui vend la Sagesse
Le Fou qui vend la sagesse est la huitième fable du livre IX de Jean de La Fontaine situé dans le second recueil des Fables de La Fontaine, édité pour la première fois en 1678.

## Texte de la fable
Jamais auprès des fous ne te mets à portée.

Je ne te puis donner un plus sage conseil.

              Il n'est enseignement pareil

À celui-là de fuir une tête éventée.

              On en voit souvent dans les cours :

Le Prince y prend plaisir ; car ils donnent toujours

Quelque trait aux fripons, aux sots, aux ridicules.

Un Fol allait criant par tous les carrefours

Qu'il vendait la sagesse ; et les mortels crédules

De courir à l'achat : chacun fut diligent.

              On essuyait force grimaces ;

              Puis on avait pour son argent

Avec un bon soufflet un fil long de deux brasses 

La plupart s'en fâchaient ; mais que leur servait-il ?

C'étaient les plus moqués ; le mieux était de rire,

              Ou de s'en aller, sans rien dire,

              Avec son soufflet et son fil.

              De chercher du sens à la chose,

On se fût fait siffler ainsi qu'un ignorant.

              La raison est-elle garant

De ce que fait un fou ? Le hasard est la cause

De tout ce qui se passe en un cerveau blessé.

Du fil et du soufflet pourtant embarrassé,

Un des dupes un jour alla trouver un sage,

              Qui, sans hésiter davantage,

Lui dit : Ce sont ici hiéroglyphes tout purs.

Les gens bien conseillés, et qui voudront bien faire,

Entre eux et les gens fous mettront pour l'ordinaire

La longueur de ce fil ; sinon je les tiens sûrs

              De quelque semblable caresse.

Vous n'êtes point trompé : ce Fou vend la sagesse.
— Jean de La Fontaine, Fables de La Fontaine, Le Fou qui vend la Sagesse, texte établi par Jean-Pierre Collinet, Fables, contes et nouvelles, Gallimard, « Bibliothèque de la Pléiade », 1991, p. 362